# 瓦倫斯拜克
瓦倫斯拜克（丹麥語：Vallensbæk），丹麥西蘭島上的一座城市，首都大區瓦倫斯拜克市鎮的行政中心。瓦倫斯拜克至少在1184年就已被人们所熟知。